# Lobo (2012)
Lobo é uma telenovela argentina produzida pela Pol-ka Producciones e exibida pelo Canal 13 entre 6 de fevereiro e 16 de maio de 2012.
Foi protagonizada por Gonzalo Heredia e Vanesa González e antagonizada por Luisana Lopilato, Osvaldo Laport e Viviana Saccone.

## Sinopse
Lucas Moreno (Gonzalo Heredia) é o sétimo filho de família Diaz Pujol. Seu pai, Leopoldo Diaz Pujol (Gerardo Romano), ouvindo por uma bruxa (Norma Aleandro) seu filho depois de virar 30 anos de idade se tornaria um lobisomem, ele decide para enviá-lo para matar (ajudado por um empregado de seu a partir do ficar). Como o empregado não foi capaz ou tinha a crueldade para matá-lo, ele abandonou em um rio colocando -o em uma gaveta. Lá, ele foi encontrado por um que elevaria para grande parte da sua vida. Depois de 30 anos, Lucas retorna à sua cidade natal em busca da verdade, mas Ana (Vanesa González) vai cruzar seu caminho e, juntos, nós devemos lutar contra a ganância e do ódio daqueles que querem para assumir a fortuna do Diaz Pujol. Em além de enfrentar seu tio Lisandro Diaz Pujol (Osvaldo Laport), um caçador sem coração, que realizará estratégias mal para descobrir quem é realmente Lucas.

## Elenco
- Gonzalo Heredia como Lucas Moreno / Germán Díaz Pujol
- Vanesa González como Ana Linares / Diaz Pujol
- Osvaldo Laport como Lisandro Díaz Pujol
- Luisana Lopilato como Victoria “Vicky” Robledo
- Romina Gaetani como  Miranda Solarí.
- Adrián Navarro como Bruno Díaz Pujol.
- Viviana Saccone como Rebeca Solarí de Díaz Pujol
- Esteban Pérez como Andrés Díaz Pujol
- Laura Azcurra como Julia Linares de Díaz Pujol
- Esteban Meloni como Franco Díaz Pujol.
- Mónica Galán como Lucía Nadal de Linares.
- Peto Menahem como Cristian Castro “Malte”.
- Victoria Almeida como Gabriela.
- Luis Machín como Toribio Páez de Toledo
- Marcelo De Bellis como Jorge Valencia.
- María del Cerro como Florencia Mujica.
- Alberto Ajaka como Yamir
- Alan Sabbagh como Salvador Fuccile.
- Luciano Cazaux como Álvaro
- Mariana Prommel como Ada.
- Elisa Carricajo como Maira Bolzchnzky .
- Cecilia Blanco como Sonia.
- Bimbo Godoy como Emma Barbieri.
- Andrés Ciavaglia como Beto.
- Marina Cohen como Gorosito.
- Ingrid Pelicori como Isabel de Diaz Pujol
- Mario Moscoso como Dr. Eduardo Pisani.
- Martín Orecchio como El Cuervo
- Pablo Brichta como Dr. Ramón Lafinour
- José Meherez como Camilo.
- Norma Aleandro como La Bruja
- Gerardo Romano como Leopoldo Diaz Pujol
- Alfredo Castellani como Ramon Paredes
- Fito Yanaggi como Lambetti
- Marcela Jove  como Gladys
- Mario Galvano como Daniel Hernandez
- Mercedes Carreras como Amanda de Nadal
- Juan Palomino como Ricardo Cabral
- Deborah Warren como Diana Rojas
- Michel Gurfi como Iván Lando
- Rita Terranova como Madre de Miranda
- Javier Castro como Valdez

## Trilha Sonora
1. Dame la Llave de tu Corazón - Cristian Castro
2. Cautivo de este Amor - Marc Anthony
3. Ya no me dejes Amor - Marcos French